# Rubí de Bracamonte
Rubí de Bracamonte – gmina w Hiszpanii, w prowincji Valladolid, w Kastylii i León, o powierzchni 25,59 km². W 2011 roku gmina liczyła 279 mieszkańców.